# Philippe II de Montmorency-Nivelle, greve av Hoorn
Philippe II de Montmorency-Nivelle, greve av Hoorn (franska Hornes), född mellan 1518 och 1526, troligtvis 1524, död den 5 juni 1568, var en nederländsk krigare och fosterlandsvän. 
Han var son till Joseph de Montmorency, herre till Nivelle, och Anna av Egmont samt ärvde sin styvfaders, greve van Hoorns, namn och rikedomar. Han gifte sig 1546 med Anna Walburgis van Nieuwenaer. Som en av Nederländernas rikaste adelsmän blev han riksjägmästare och riddare av Gyllene skinnet, kammarherre och gardeskapten, chef för nederländska statsrådet, amiral av Flandern samt guvernör i Gelderland och Zutfen. 
Under greve Egmonts befäl kämpade han mot Frankrike (1556-59), bland annat vid S:t Quentin och Gravelingen. I de politiska striderna stod han vid Egmonts sida, försvarade adelns rättigheter mot spanska övergrepp, men ville liksom han förbliva spanska kronan trogen, hjälpte till att störta Granvella och uppträdde i statsrådet för måtta och fördragsamhet mot protestanterna. 
Efter hertigens av Alba ankomst till Nederländerna blev han svekfullt fängslad (1567), ställd inför "blodsdomstolen", som dömde honom till döden för majestätsbrott, och avrättad i Bryssel. 

## Eftermäle
Asteroiden 13112 Montmorency är uppkallade efter honom.